# 오쓰카촌 (아이치현 호이군)
오쓰카촌(大塚村)은 아이치현 호이군에 설치되었던 촌이다. 현재의 가마고리시 동부와 도요카와시 서남부에 해당한다.